# Hymenocallis glauca
Hymenocallis glauca är en amaryllisväxtart som först beskrevs av Joseph Gerhard Zuccarini, och fick sitt nu gällande namn av Max Joseph Roemer. Hymenocallis glauca ingår i släktet Hymenocallis och familjen amaryllisväxter. Inga underarter finns listade i Catalogue of Life.